# Kipili
Kipili este o așezare situată în partea vestică a Tanzaniei, pe malul estic al Tanganyika, în Regiunea Rukwa. La recensământul din 2002 înregistra 1520 locuitori.